# Copacati Mons
Il Copacati Mons è una struttura geologica della superficie di Venere.